# Gerald Riggs

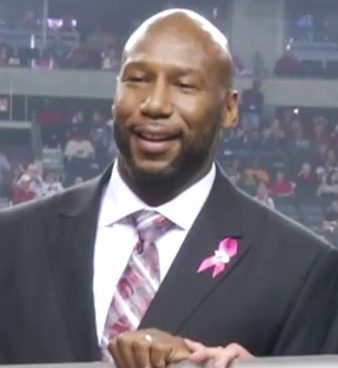
Imagem de Gerald Riggs.

Gerald Riggs é um ex-jogador profissional de futebol americano estadunidense que foi campeão da temporada de 1991 da National Football League jogando pelo Washington Redskins.